# Motive Studios
EA Motive Studios ist ein kanadisches Spieleentwicklungsunternehmen mit Sitz in Québec. Es ist ein Tochterstudio des amerikanischen Publishers Electronic Arts.

## Geschichte
Das Unternehmen wurde 2015 vom amerikanischen Publisher Electronic Arts gegründet und der Leitung der ehemaligen Ubisoft-Produzentin Jade Raymond unterstellt, die vor allem durch den Titel Assassin’s Creed bekannt wurde. Das erstes angekündigte Projekt sollte eine Zusammenarbeit mit dem EA-Studio Visceral Games an einem Star-Wars-Spiel sein, das mit dem Projekttitel Ragtag und unter Leitung von Amy Hennig bei der in Redwood Shores ansässigen Tochter von Electronic Arts entwickelt wurde. Raymond sollte auch die Aufsicht über Visceral Games übernehmen. Nach dem Erfolg von Star Wars Battlefront wurde Motive Studios jedoch vom Projekt abgezogen und der Entwicklickung von Star Wars Battlefront II zugewiesen. Project Ragtag dagegen wurde eingestellt und Visceral Games im Oktober 2017 geschlossen.
Im Januar 2017 gab Electronic Arts bekannt, dass Kim Swift als Design Director bei Motive engagiert wurde. Im August 2017 wurde BioWare Montreal nach dem Misserfolg von Mass Effect: Andromeda als eigenständiges Studio aufgelöst und in die Motive Studios integriert. 2018 verließ Raymond das Unternehmen gen Google. Nach einer kurzen Führung durch Samantha Ryan wurde der ehemalige Managing Director von Ubisoft Quebec, Patrick Klaus, als neuer Studioleiter berufen.

## Spiele
| Jahr | Titel                    | Plattform                                     | Anmerkung                                         |
| ---- | ------------------------ | --------------------------------------------- | ------------------------------------------------- |
| 2017 | Star Wars Battlefront II | Microsoft Windows, PlayStation 4, Xbox One    | In Zusammenarbeit mit Criterion Games und EA DICE |
| 2020 | Star Wars: Squadrons     | Microsoft Windows, PlayStation 4, Xbox One    |                                                   |
| 2023 | Dead Space               | Microsoft Windows, PlayStation 5, Xbox Series | Remake des Originals von Visceral Games           |